# Phil Tilli
Phillip Nicolas Marc Marie (Phil) Tilli (Sassenheim, 16 januari 1972) was de gitarist van de Britrockband Moke. Verder heeft hij ook in Tröckener Kecks, Rex, Railroad Steel en Bartel Bartels gespeeld.
Na zeven jaar in de cd-winkel Plato in Leiden te hebben gewerkt, startte Tilli een eigen platenzaak in de Amsterdamse Jordaan genaamd Phantasio.
Op 19 juni 2010 trad hij in het huwelijk met huidig NPO Radio 2-dj Annemieke Schollaardt, met wie hij sinds 2012 een dochter heeft. Op 22 januari 2014 maakte zijn management bekend dat hij Moke verliet.
In 2014 start Tilli een eigen managementbureau waarin hij Lucas Hamming, The Max Meser Group, The Elementary Penguins, Orange Skyline, Inge van Calkar en strijkkwartet Red Limo Quartet vertegenwoordigt onder de naam Beat Surrender Music.
De naam van dit bedrijf is ontleend aan een songtitel van The Jam. Auteur Paul Weller geeft hoogstpersoonlijk toestemming voor het gebruik van deze naam. In 2019 is Phil de manager van de reünietournee van Fatal Flowers. De tour, die een maand duurt, is volledig uitverkocht en eindigt met twee optredens in Paradiso.
Eind 2022 brengt Beat Surrender Music het Tröckener Kecks album >tk uit 2000 uit op vinyl. Het gaat gepaard met een signeersessie in Concerto Record Store waar ook een intiem verrassingsconcert wordt gegeven door de band die in 2001 uit elkaar ging. Het album gaat naar nummer 1 in de vinylchart en komt (opnieuw) binnen in de album top 100, op nummer 39.
Begin 2023 bestaat het roster van Beat Surrender Music uit Orange Skyline, Red Limo Quartet, Thijs Boontjes Dans & Showorkest en Midas.
In diverse media is aandacht voor Tilli's hardlopen, zo verschijnt in 2020 een artikel in Runner's World over deze hobby die hem elk jaar tot zo'n 2000 kilometer afstand brengt.

## Apparatuur
- Gitaren: Gibson Les Paul Custom, Gibson CS 336P, Gibson ES335 REISSUE ATB.
- Versterkers:  Orange Rockerverb en Orange 4x12 Cabs, Roland 120 jazz chorus
- Pedalen: Boss SD1,Boss CH1, Boss DD3, Boss RE20, Boss TR2, Boss Chromatic Tuner, Boss F5-5L, Lehle Dual Switcher, T-Rex Fuel Tank Classic